# Francisco de la Torre
Pour les articles homonymes, voir La Torre.
Francisco de la Torre (fl. 1483 - 1504), est un compositeur espagnol principalement actif dans le royaume de Naples.

## Œuvres
- Danza alta
- Dime triste, coraçon